# Robert M. Utley

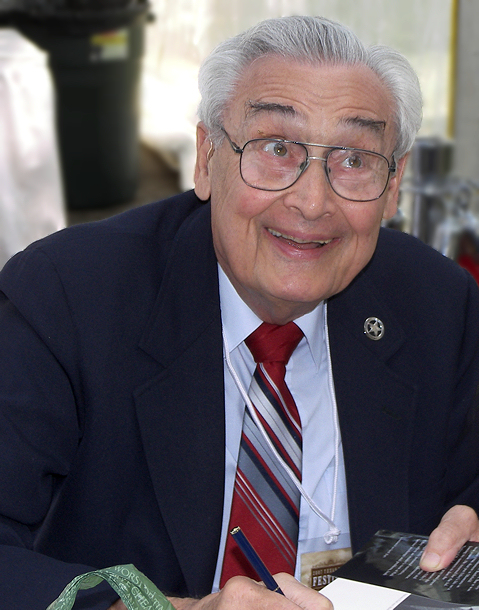
Robert M. Utley (2007)

Robert Marshall Utley (* 31. Oktober 1929 in Bauxite, Saline County, Arkansas; † 7. Juni 2022 in Scottsdale, Arizona) war ein US-amerikanischer Historiker des amerikanischen Westens.

## Leben
Utley wuchs in Indiana auf und studierte an der Purdue University sowie an der Indiana University mit dem Master-Abschluss 1952. Schon in den 1940er Jahren arbeitete er am Little Bighorn in Montana für den National Park Service und leistete ab 1952 vier Jahre Wehrdienst bei der US Army, wobei er die Hälfte der Zeit Infanterieoffizier war und zwei Jahre als Historiker im Pentagon arbeitete. Danach arbeitete er wieder für den National Park Service. Zunächst war er Regionalhistoriker für den Südwesten der USA in Santa Fe und von 1964 bis 1972 Chef-Historiker des National Park Service in Washington, D.C. 1972/73 war er dort Direktor des Office of Archeology and Historic Preservation und von 1973 bis 1976 Assistant Director for Park Historic Preservation. Von 1977 bis 1980 war er stellvertretender Direktor des Beratungsgremiums des US-Präsidenten für Denkmalschutz. 1980 verließ er den National Park Service und widmete sich dem Schreiben von Büchern. Er veröffentlichte über George Armstrong Custer, Billy the Kid, Geronimo, die Texas Rangers, Sitting Bull, amerikanische Pioniere und die Indianerkriege.
1997 erhielt Utley den Samuel Eliot Morison Prize. Er war einer der Gründer der Western History Association und 1967/68 deren Präsident. Er war Mitherausgeber des American West Magazine und des Western Historical Quarterly. Er ist Ehrendoktor der Purdue University, der University of New Mexico und der Indiana University. 1971 erhielt er den Distinguished Service Award des Department of the Interior. Sein Buch Geronimo erhielt 2013 den Spur Award des Schriftstellerverbandes Western Writers of America in der Kategorie Best Western Nonfiction Biography.
Er war seit 1980 mit Melody Webb verheiratet, ebenfalls ehemalige Historikerin vom National Park Service.

## Schriften (Auswahl)
- Geronimo (The Lamar Series in Western History), Yale University Press, 2012
- Lone Star Lawmen: The Second Century of the Texas Rangers, Oxford University Press 2007
- Lone Star Justice: The First Century of the Texas Rangers, Oxford University Press 2002
- mit Wilcomb E. Washburn: Indian Wars, American Heritage Press 1977, Houghton Mifflin Company, New York 2002
- A Life Wild and Perilous: Mountain Men and the Paths to the Pacific, Henry Holt and Company 1997
- The Lance and the Shield: The Life of Sitting Bull, Henry Holt 1993
- Billy the Kid: A Short and Violent Life, University of Nebraska Press, 1989
- Cavalier in Buckskin: George Armstrong Custer and the Western Military Frontier, University of Oklahoma Press, 1988
- High Noon In Lincoln: Violence on the Western Frontier, University of New Mexico Press 1987
- The Indian Frontier of the American West, 1846–1890, University of New Mexico Press 1984
- Clash of Cultures: Fort Bowie and the Chiricahua Apaches, National Park Service, Washington D. C. 1977
- Frontier Regulars; the United States Army and the Indian, 1866–1891, Macmillan 1973
- Frontiersmen in Blue; the United States Army and the Indian, 1848–1865, Macmillan 1967
- The Last Days of the Sioux Nation, Yale University Press, 1963